# 김태연 (1988년)
김태연(한국 한자: 金泰橪, 1988년 6월 27일 ~ )은 대한민국의 축구 선수이다.

## 출신학교
- 서울잠전초등학교
- 천호중학교
- 장훈고등학교(중퇴)